# Аваљио (Удине)
Аваљио је насеље у Италији у округу Удине, региону Фурланија-Јулијска крајина.
Према процени из 2011. у насељу је живело 178 становника. Насеље се налази на надморској висини од 741 м.